# Два храми
«Два хра́ми» (англ. The Two Temples) — оповідання класика американської літератури Германа Мелвілла, написане у 1854 році. За життя автора не було опубліковане, оскільки його постійні видавці брати Гарпери вбачали у творі антиклерикальні настрої і побоювались несхвальних рецензій від критиків. Вперше вийшло друком у 1924 році.
В оповіданні автор порівнює враження від візитів до двох храмів — християнського і мистецького (тобто театру). «Два храми» присвячені англійському драматургу і поету Шерідану Ноулзу.

## Сюжет
Твір складається з двох нарисів: «Храм перший» і «Храм другий».
У першому нарисі Герман Мелвілл розповідає про недільний ранок, коли він відправився послухати проповідь, але його не впустили до храму. Перед будівлею стоять карети заможних парафіян, які, очевидно, гідні увійти до церкви, коли побажають. Роздратований невдачею, оповідач помічає відкриті двері на дзвіницю. Він знає, що на вежі має бути слухове вікно, через яке можна побачити храм зсередини. Він підіймається до вікна і слухає проповідь навстоячки, при цьому вдихаючи гаряче вентильоване повітря і дивлячись крізь темні ґратки. По завершенню служби він потрапляє у пастку — служник зачинив двері на сходи. Щоб вийти, йому доводиться калатати у дзвін. Обурений служник випускає його в руки поліцейських. У поліційному відділку побожному християнину доводиться сплатити штраф за порушення громадського порядку.
У другому нарисі автор розповідає про події після невдалого відвідання церкви. Оповідач наймається гувернером у сім'ю, яка виїджає в Лондон, але там його несподівано розраховують. Залишившись без грошей, голодний вчитель блукає вулицями, побоюючись повернутись навіть у наймане житло. Перед будівлею театру він захоплено читає афішу з багатообіцяючою рекламою сьогоднішньої вистави. Раптом до нього підходить робочий і дарує йому квиток (чоловіка терміново викликали додому і він не може піти на виставу). Вперше в житті оповідач мусить прийняти «милостиню». В театрі він опиняється у найдешевшому, а значить, і найвищому ряді, який нагадує йому злощасну дзвіницю. Тільки повітря тут приємне і не має ґратки. В антракті до нього підходить хлопчик і пропонує каву. Довідавшись, що глядач «забув вдома гаманець», хлопчик пригощає його безкоштовним напоєм. Автор підсумовує свою розповідь висновком, що у другому храмі він отримав більше любові і розуміння, ніж в першому.